# Lekkeresluis
De Lekkeresluis (brug 59) is een vaste brug in Amsterdam-Centrum.
De brug is gelegen in de zuidelijke kade van de Brouwersgracht en overspant de Prinsengracht. De brug ligt op de plek waar de Prinsengracht uitmondt in die Brouwersgracht, aan de overkant van de Brouwersgracht gaat zij nog verder onder de naam Korte Prinsengracht. De plek geeft een uitzicht op de Westertoren. In 1995 is de brug uitgeroepen tot gemeentelijk monument.
Er ligt hier al eeuwen een brug. Op de kaart uit 1649 van Joan Blaeu is de brug al terug te vinden. De huidige brug stamt uit 1754, links en rechts van de middelste doorvaart van de drie zijn aan de noordkant van de brug twee stenen met “Anno” en “1754”. Het nummer van de brug is aan diezelfde kant in de bovenste steen van het middengewelf uitgehakt. Ook aan die kant is een trapje te vinden naar het wateroppervlak. Hoewel de brug gedurende de eeuwen heen zware lasten moest tillen werd in 1946 nog geconstateerd dat ze er goed bijlag. Alhoewel de gemeente probeerde de auto’s uit de binnenstad te verdrijven, werd het verkeer zwaarder en zwaarder. In 1976 werd daarom de brug versterkt met gewapend beton en in 1991 moest de brug opnieuw verstevigd worden.
De brug is omsloten door gemeentelijke (de Papiermolensluis) en rijksmonumenten (huizen). De naam zou verwijzen naar bakkers/baksters die op de brug hun etenswaren aanprezen. Een andere minder gangbare bijnaam is Papeneilandbrug, naar het plaatselijk café Prinsengracht 2.

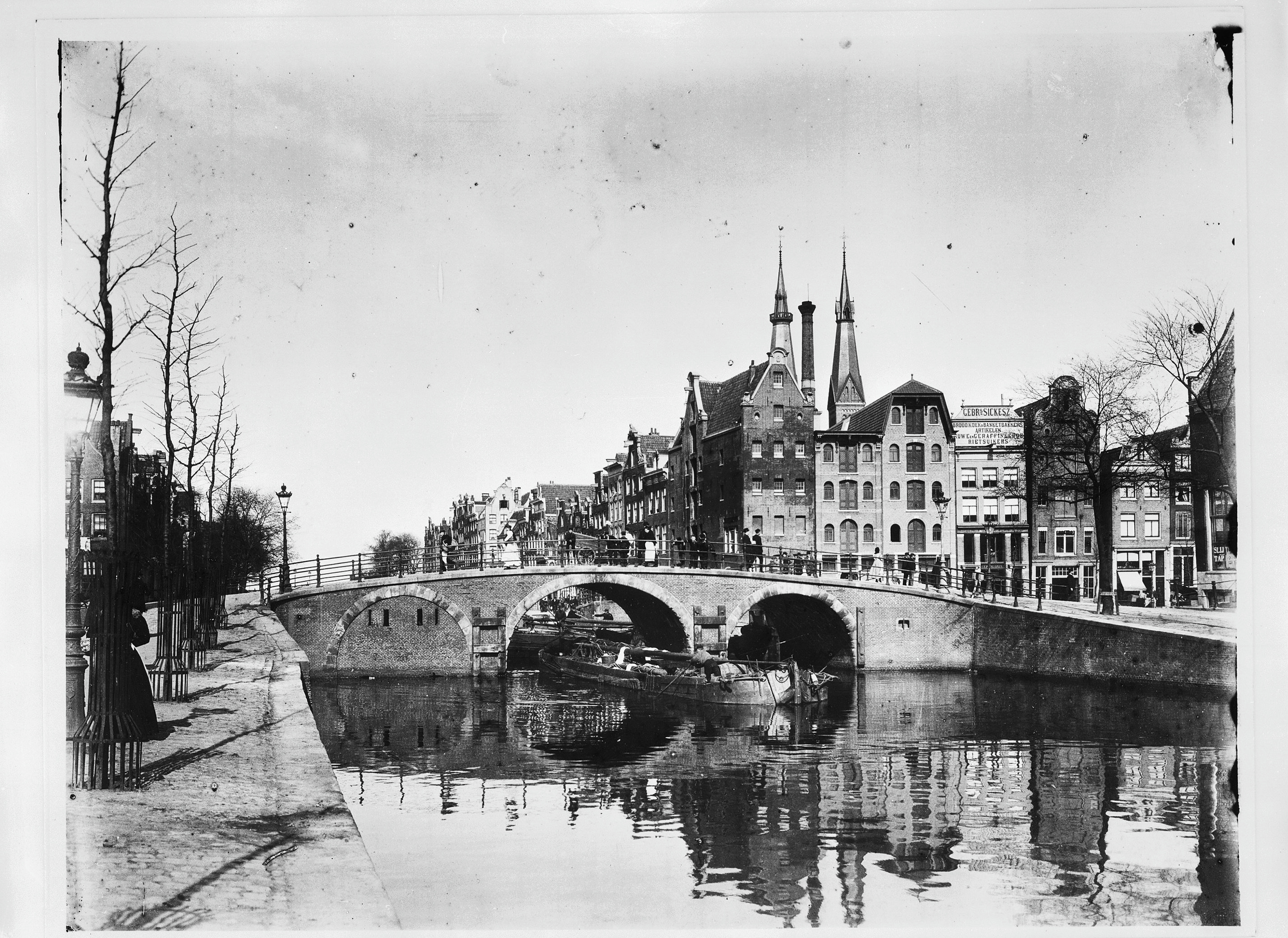
De Lekkeresluis gezien vanaf de Noordermarkt, met op de achtergrond de Posthoornkerk
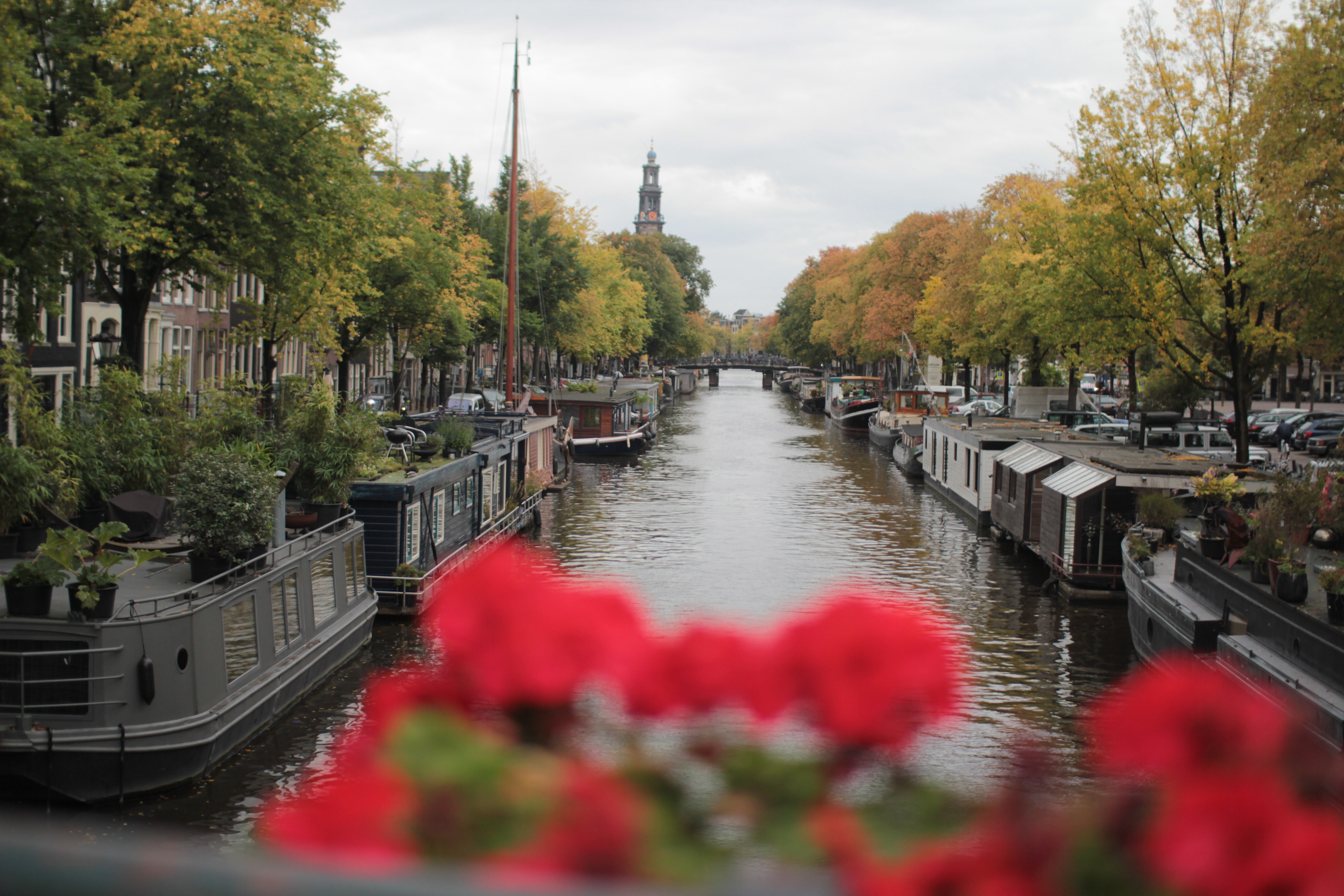
De Prinsengracht gezien vanaf de Lekkeresluis
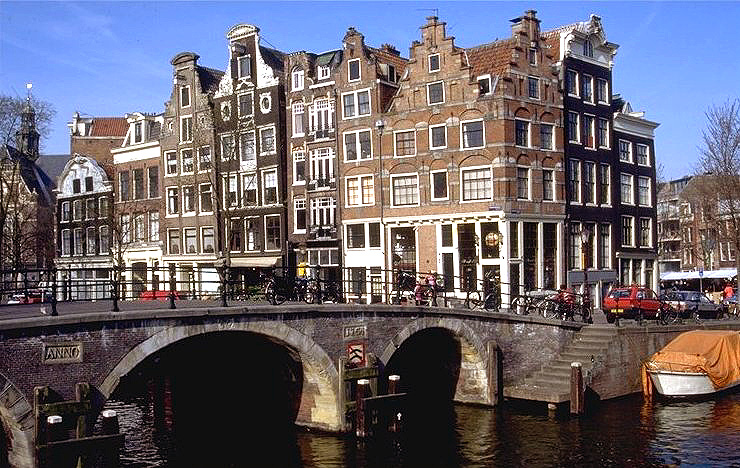
Lekkeresluis naar de Noordermarkt, met rechts de markt op de voormalige Lindengracht
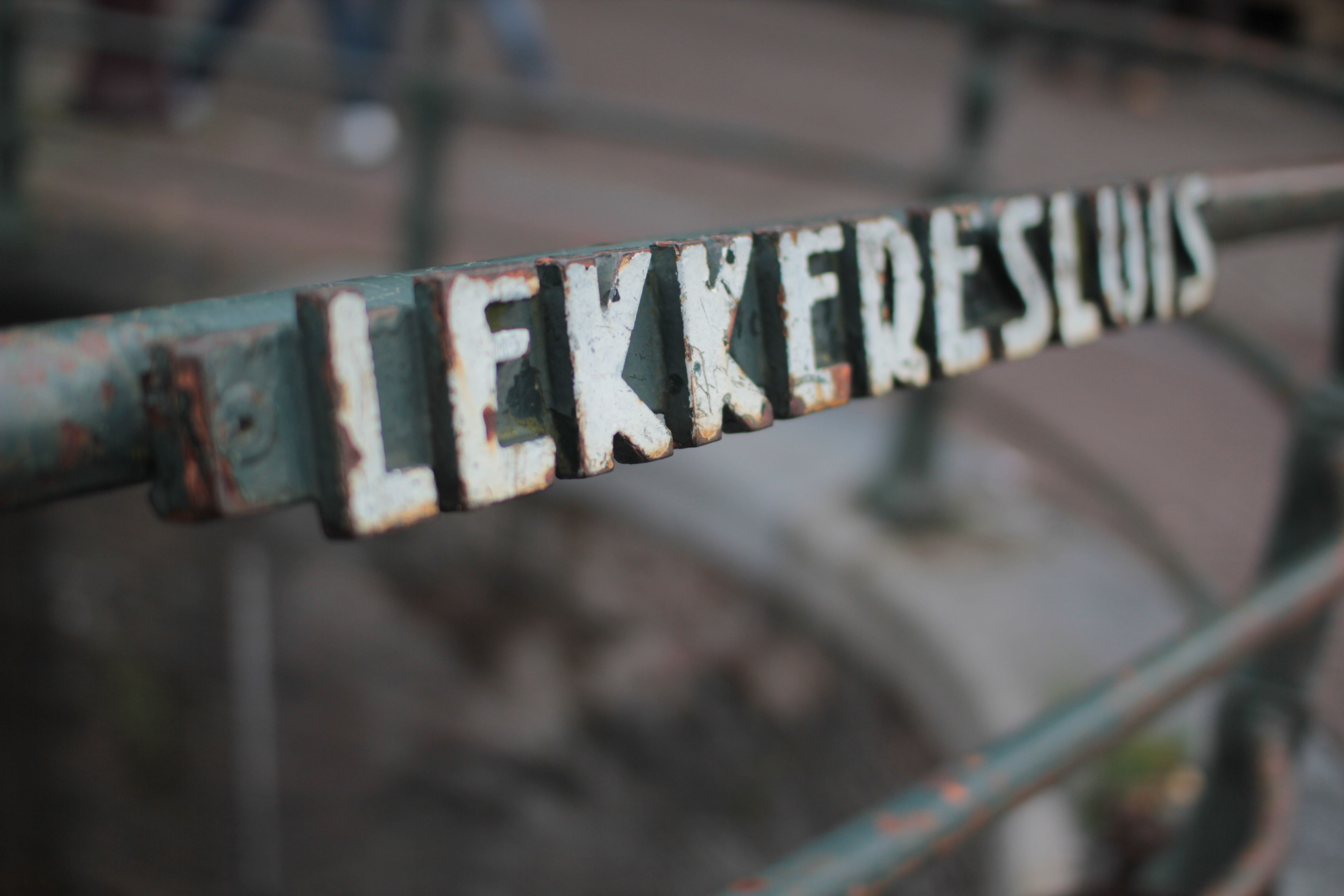
Naamplaat
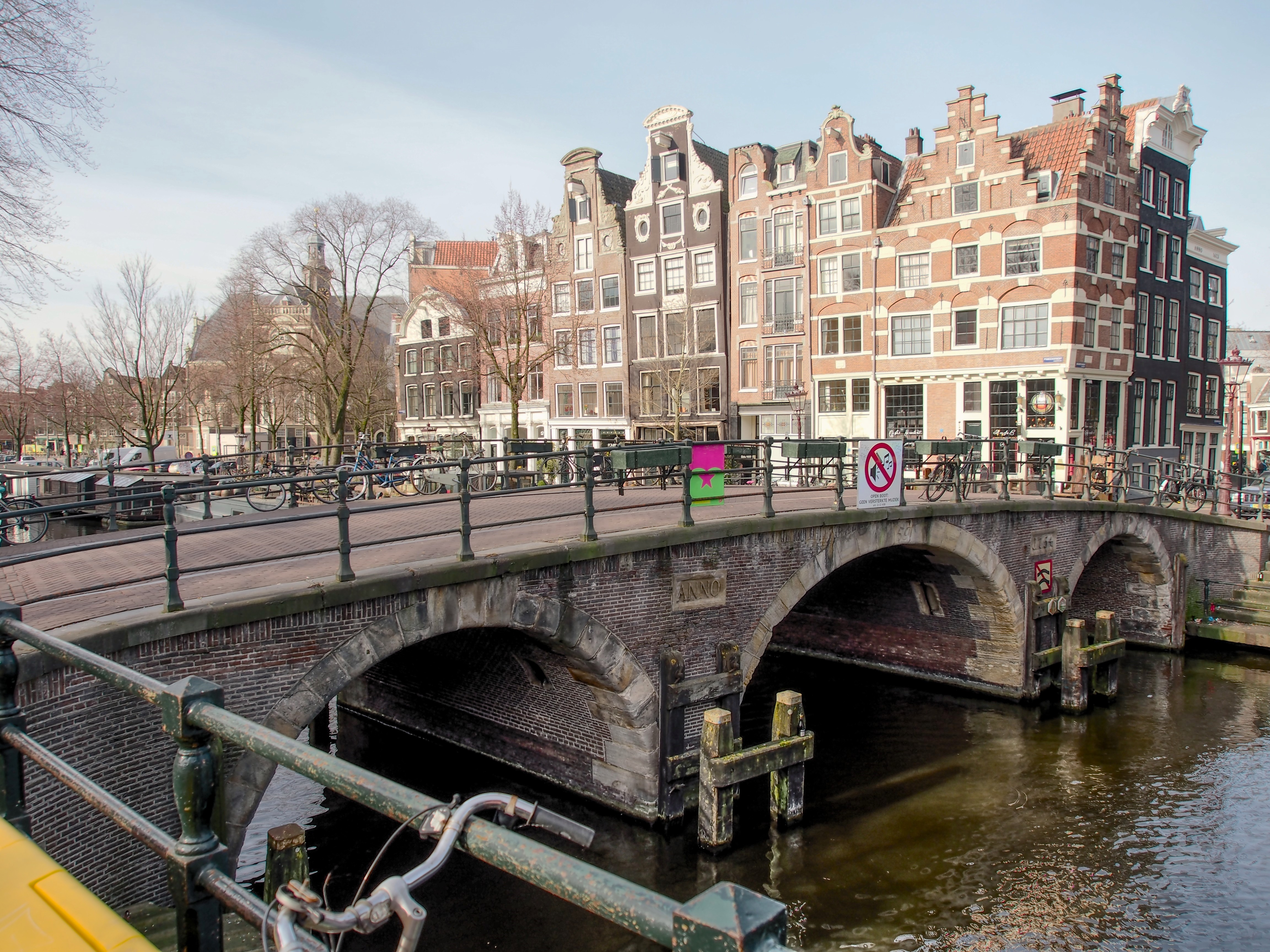
maart 2017

Lekkeresluis ·
Prinsensluis ·
Leliesluis ·
Nieuwe-Wercksbrug ·
Reesluis ·
Berensluis ·
Brug 66 ·
Angenietje Swartbrug ·
Aalmoezeniersbrug ·
Brug 69 ·
Walenweeshuissluis ·
De Duifbrug ·
Brug 75 ·
Frans Hendricksz. Oetgensbrug
1 · 2 · 3 · 4 · 5 · 6 · 7 · 8 · 9 · 10 · 11 · 12 · 13 · 14 · 15 · 16 · 17 · 18 · 19 · 20 · 21 · 22 · 23 · 24 · 25 · 26 · 27 · 28 · 29 · 30 · 31 · 32 · 34 · 35 · 36 · 37 · 38 · 39 · 40 · 41 · 42 · 43 · 44 · 45 · 46 · 47 · 48 · 49 · 50 · 51 · 52 · 53 · 54 · 55 · 56 · 57 · 58 · 59 · 60 · 61 · 62 · 63 · 64 · 65 · 66 · 67 · 68 · 69 · 70 · 71 · 72 · 73 · 74 · 75 · 76 · 77 · 78 · 79 · 80 · 81 · 82 · 84 · 85 · 86 · 87 · 88 · 89 · 90 · 91 · 92 · 93 · 94 · 95 · 96 · 97 · 98 · 99 · >>>
Brugnummers 33 en 83 zijn niet (meer) vergeven